# Tour de France (canção)
"Tour de France" é uma canção da banda alemã Kraftwerk lançada como single em 1983. Em sua versão original, fez moderado sucesso, alcançando o número 22 na parada de singles do Reino Unido. Porém, ao longo da carreira do grupo, a canção ganhou sucessivas novas versões e relançamentos. 
Em 1984, foi remixada para o filme Breakin', e foi relançada como single, alcançando novamente moderado sucesso. Em 1999, três de suas versões foram remasterizadas e lançadas como single em vinil e CD. Em 2003, foi inteiramente regravada e incluída ao final do álbum Tour de France Soundtracks.
A canção é um synthpop com letras que falam das etapas do torneio Tour de France e da alegria em fazer ciclismo.

## Histórico
No começo de 1982, com o fim da turnê para promover o álbum Computer World, o Kraftwerk começou a preparar seu novo álbum. Ralf Hütter, tendo considerado a sequência de concertos muito cansativa, buscou formas de exercícios que combinassem com a imagem pública do Kraftwerk. Então, passou a estimular seus colegas de banda a aderirem ao vegetarianismo e a começarem a praticar ciclismo - inclusive, da atual formação da banda, Ralf Hütter e Fritz Hilpert são famosos por costumarem participar de eventos desua modalidade. Dessa nova obsessão, surgiu a canção "Tour de France", que apresenta sons que imitam correntes de bicicletas e a respiração ofegante dos ciclistas. Obcecado pelo ciclismo, surgiu em Hütter a ideia de fazer um álbum conceitual inteiro sobre o tema, porém os outros membros da banda não se convenceram da ideia, que acabou ficando restrita ao single e engavetada até 2003, com o lançamento de Tour de France Soundtracks.
Durante as gravações de "Tour de France", Ralf Hütter sofreu um sério acidente de bicicleta que lhe causou ferimentos Ona cabeça e o deixou em coma alguns dias. Com o acidente, o álbum a ser lançado pela banda, então chamado de Techno Pop, não foi completado na época e foi abandonado, só sendo ressuscitado em 1985 e lançado com o nome Electric Café em 1986 - tendo, porém, voltado a se chamar Techno Pop após o relançamento de 2009.

## Composição e Gravação
A música é creditada a Ralf Hütter, Florian Schneider e Karl Bartos; as letras, por sua vez, foram escritas por Ralf Hütter e traduzidas por Maxime Schmitt, um assistente francês da gravadora da banda.
Liricamente, "Tour de France" representou, para o Kraftwerk, um afastamento do tom tecnológico e industrial dos dois álbuns anteriores, The Man-Machine e Computer World. A letra é uma celebração da alegria em praticar ciclismo; diferentemente das letras sobre novas tecnologias, que as elogiavam, mas traziam a sensação de alienação e solidão junto delas ("I'm the operator of my pocket calculator", "She's a model (...) I'd like to take her home"), o ciclismo trazia, como diz a letra "camarades et amitié" (colegas e amizade).
Musicalmente, a canção é notável pelo uso de vozes e sons mecânicos associadas ao ciclismo, como correntes de bicicleta e respiração de ciclistas, tendo todos estes sons sido utilizados de forma a completar um único padrão eletro-percussivo - uma abordagem que o Kraftwerk já havia usado em canções anteriores, como "Metal on Metal" (de Trans-Europa Express) e "Numbers" (de Computer World). A melodia parece, ainda, citar um fragmento da seção de abertura de "Sonata para Flauta e Piano" ("Heiter Bewegt") de Paul Hindemith.
A canção foi gravada no estúdio Kling Klang, em Düsseldorf, Alemanha, sendo as vozes gravadas especificamente nas escadas do estúdio, para dar a atmosfera correta.

## Lançamento

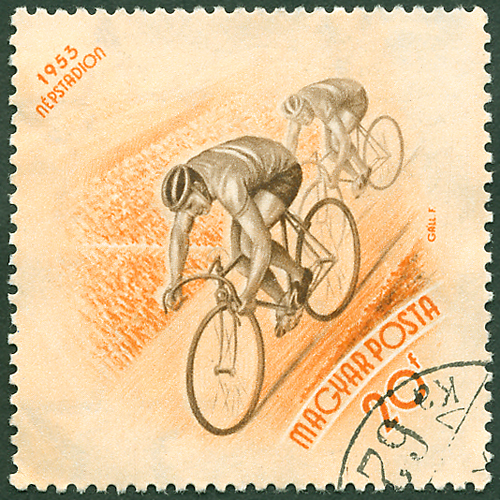
O selo postal de 1953 húngaro que inspirou a capa do single.

A faixa foi gravada originalmente com a intenção de ser incluída no álbum Techno Pop, porém o projeto foi abandonado e a banda decidiu lançar apenas o single da canção, o que aconteceu em junho de 1983. Este foi lançado originalmente em disco de vinil, nos formatos 7 e 12 polegadas, e também em fita cassete.
A capa trazia uma imagem em preto e branco com alto contraste dos quatro integrantes da banda sobre bicicletas speed, praticando ciclismo de estrada, tais quais competidores do torneio Tour de France. A imagem era sobreposta a uma representação angular da bandeira da França. O projeto foi adaptado a partir de uma imagem que apareceu num selo postal húngaro de 1953, e um conjunto de temas esportivos em comemoração pela abertura do Népstadion (Estádio do Povo) em Budapeste.
A canção também foi incluída no filme Breakin', de 1984, também conhecido como Breakdance internacionalmente, sendo o tema destacado na cena em que o personagem Turbo (Michael "Boogaloo Shrimp" Chambers) dança com uma vassoura. A cena ficou tão célebre que, na Espanha, "Tour de France" foi renomeada como "El Baile de la Escoba" (que significa "A Dança da Vassoura"). Apesar de a canção aparecer no filme, a banda Kraftwerk não a autorizou que ela fosse lançada na trilha sonora do filme; em vez disso, uma versão cover da canção foi lançada pelo grupo 10 Speed.

## Versões
A canção foi editada e remixada diversas vezes para lançamento, de modo que não há uma versão definitiva dela. Resumidamente, a canção tem quatro versões, das quais derivaram edições cantadas e instrumentais para singles e videoclipes: i) a versão original de 1983; ii) a versão remixada pelo Kraftwerk no fim de 1984; iii) a versão remixada por François Kervokian em 1984; iv) a versão regravada para o álbum Tour de France Soundtracks.

### Versão original de 1983
A versão original, na verdade, compreende duas versões, uma em alemão e outra em francês. Na Alemanha, a versão alemã teve precedência, sendo a de letra francesa usada como lado B do single, tanto o de 7" (versões editadas) quanto o de 12" (versões longas). No resto do mundo, a versão em francês foi a versão padrão.
Na Europa e na maioria dos países, o single de 7" continha a versão editada da canção em francês e, no lado B, a versão instrumental; e o single de 12" (e cassete) trazia a versão longa em francês no lado A, e no lado B a versão editada em francês e a versão "2e étape", que é uma outra versão instrumental, completamente distinta, consistente de percussão e de amostras, e sem o clássico riff de sintetizador da canção.
Esta versão alcançou o 6º lugar na Suécia, o 20º na Irlanda e o 22º no Reino Unido.
Esta versão jamais viu lançamento nos Estados Unidos e no Canadá, e quando da remasterização da canção em 1999, apenas a versão editada em francês foi remasterizada, tendo sido todas as demais versões abandonadas.
Lista de edições
- Versão longa (alemão e francês) - 6'30"
- Versão editada (alemão e francês) - 3'05"
- Versão instrumental - 2'40"
- Versão "2e Étape" - 2'40"

### Versões Remix de 1984
Em 1984, em meio ao descontentamento com o estado das faixas do projeto de álbum Techno Pop, o Kraftwerk decide remixar "Tour de France" (em alemão e francês) com seções mais percussivas do que a versão de 1983. Ambas as versões foram lançadas na Alemanha num single de 12" com o mesmo número de catálogo do single de 12" da versão original, causando uma certa confusão.
Posteriormente, o Kraftwerk foi ainda a Nova York e buscou o ex-DJ e produtor musical François Kevorkian (ou François K.) para remixar a faixa, o qual fez um arranjo substancialmente diferente e com grande parte instrumental. Apenas a versão em língua francesa foi remixada. Esta versão foi autorizada a ser executada no filme Breakin', de 1984 e alcançou fama, o que estimulou a banda a relançar o single, agora promovendo a versão remix de François K. Destarte, as capas deste lançamento no Reino Unido incluiam sempre a mensagem "Como no filme Breakdance". 
Na Alemanha, no Reino Unido e na maioria dos países, o single de 12" continha, no lado A, a versão remix de François Kevorkian longa (chamada apenas de "Remix"), e no lado B, a versão remix do Kraftwerk longa (chamada apenas de "French Version" ou "Version Française", causando confusão). Ambas eram em francês, mas, para piorar a confusão, na Alemanha a "Version Française" foi intitulada "Version Allemande". Nos EUA, os lados foram trocados. 
Em todos os países, o single de 7" continha, no lado A, a versão remix de François Kevorkian editada - porém, nos EUA, no Canadá e no México, em cada um deles foi lançada uma versão editada distinta da editada nos países europeus. No lado B, em geral, foi lançada uma versão remix do Kraftwerk editada, menos na Alemanha, em que foi lançada a versão original de "Tour de France" editada em alemão.
Para promover a canção, foi lançado um videoclipe que continha uma versão remix de François Kevorkian editada exclusivamente para o vídeo. A peça trazia imagens dos integrantes do Kraftwerk andando de bicicleta.
Este relançamento alcançou o 24º lugar no Reino Unido, o 24º na Nova Zelândia e o 4º na parada Billboard Dance Music/Club Play Singles, dos EUA.
Lista de edições
- Versão remix Kraftwerk longa (alemão e francês) - 6'45"
- Versão remix Kraftwerk editada para o single (alemão e francês) - 3'50"
- Versão remix Kraftwerk editada para o videoclipe (alemão) - 3'05"
- Versão remix François Kevorkian (francês) - 6'45"
- Versão remix François Kevorkian editada para o single (francês)- 3'50" (Nos EUA, no Canadá e no México foram lançadas edições diferentes)
- Versão remix François Kevorkian editada para videoclipe (francês) - 2'30"

### Remasterização de 1999
Em 1999, o Kraftwerk se dedicou a remasterizar as gravações da canção e lançá-las novamente, desta vez em CD single e em vinil de 12". 
O single de 12" trouxe, no lado A, a versão remix do Kraftwerk longa,(agora intitulada "Kling Klang Analog Mix"), e no lado B a versão remix de François Kevorkian longa (renomeada como "Remix François K"), ambas em francês. O CD trouxe ainda a versão original de 1983 editada, em francês (reintitulada "Radio Version") e uma faixa multimídia contendo um vídeo em formato QuickTime com uma versão remix do Kraftwerk editada diferente da lançada em videoclipe. O vídeo em si foi re-editado para remover as sequências que mostram a encarnação da banda de 1983 e agora trazia apenas imagens de arquivo de ciclistas do Tour de France, como o campeão italiano Fausto Coppi e o campeão francês Jacques Anquetil.
Na capa, os rostos dos ex-membros Karl Bartos e Wolfgang Flür, que já haviam deixado a banda, foram descaracterizados, de modo a passarem a retratar os membros atuais Fritz Hilpert e Henning Schmitz.
Este relançamento alcançou o 47º lugar na Alemanha e o 61º no Reino Unido.

### Versão final
Uma nova gravação completa foi feita em 2003, com base no arranjo original de 1983, e lançada como a última faixa do álbum Tour de France Soundtracks.
- Versão regravada em 2003 - 5'12"

## Lista de Faixas

### Lançamento original
| 7" (ALE) (EMI 1C 006 1652047) |                                                            |                            |                                      |         |  |
| N.º                           | Título                                                     | Letras                     | Música                               | Duração |  |
| 1.                            | "Tour de France [Version Allemande]" (editada, em alemão)  | R. Hütter                  | R. Hütter / F. Schneider / K. Bartos | 3:05    |  |
| 2.                            | "Tour de France [Version Française]" (editada, em francês) | R. Hütter / Maxime Schmitt | R. Hütter / F. Schneider / K. Bartos | 3:05    |  |
| Duração total:                | Duração total:                                             | Duração total:             | Duração total:                       | 6:10    |  |

| 12" (ALE) (EMI 1CK 052 1652046) |                                              |                        |                                      |         |  |
| N.º                             | Título                                       | Letras                 | Música                               | Duração |  |
| 1.                              | "Tour de France [Version Allemande]" (longa) | R. Hütter              | R. Hütter / F. Schneider / K. Bartos | 6:30    |  |
| 2.                              | "Tour de France [Version Française]" (longa) | R. Hütter / M. Schmitt | R. Hütter / F. Schneider / K. Bartos | 6:30    |  |
| Duração total:                  | Duração total:                               | Duração total:         | Duração total:                       | 13:00   |  |

| 7" (RU) (EMI 5143) |                                        |                        |                                      |         |  |
| N.º                | Título                                 | Letras                 | Música                               | Duração |  |
| 1.                 | "Tour de France" (editada, em francês) | R. Hütter / M. Schmitt | R. Hütter / F. Schneider / K. Bartos | 3:05    |  |
| 2.                 | "Tour de France [Instrumental]"        | -                      | R. Hütter / F. Schneider / K. Bartos | 2:40    |  |
| Duração total:     | Duração total:                         | Duração total:         | Duração total:                       | 5:45    |  |

| 12" e K7 (RU) (12-EMI 5413/TC-EMI 5413) |                                              |                        |                                      |         |  |
| N.º                                     | Título                                       | Letras                 | Música                               | Duração |  |
| 1.                                      | "Tour de France [Long Version]" (em francês) | R. Hütter / M. Schmitt | R. Hütter / F. Schneider / K. Bartos | 6:30    |  |
| 2.                                      | "Tour de France" (editada, em francês)       | R. Hütter / M. Schmitt | R. Hütter / F. Schneider / K. Bartos | 3:05    |  |
| 3.                                      | "Tour de France [2e Étape]"                  | -                      | R. Hütter / F. Schneider / K. Bartos | 2:40    |  |
| Duração total:                          | Duração total:                               | Duração total:         | Duração total:                       | 12:15   |  |

### Remix do Kraftwerk
| 12" (ALE) (EMI 1CK 052 1652046) (1984) - mesmo número de catálogo do anterior, mas versão diferente |                                                               |                        |                                      |         |  |
| N.º                                                                                                 | Título                                                        | Letras                 | Música                               | Duração |  |
| 1.                                                                                                  | "Tour de France [Version Allemande]" (remix Kraftwerk, longa) | R. Hütter              | R. Hütter / F. Schneider / K. Bartos | 6:45    |  |
| 2.                                                                                                  | "Tour de France [Version Française]" (remix Kraftwerk, longa) | R. Hütter / M. Schmitt | R. Hütter / F. Schneider / K. Bartos | 6:45    |  |
| Duração total:                                                                                      | Duração total:                                                | Duração total:         | Duração total:                       | 13:06   |  |

Este single também foi lançado comercialmente na França, mas com lados trocados, e subtitulado "New York Club Mix" (EMI 1545236)

### Remix François Kevorkian
| 7" (ALE) (EMI 1C 006 2003767) (1984) |                                                            |                        |                                      |         |  |
| N.º                                  | Título                                                     | Letras                 | Música                               | Duração |  |
| 1.                                   | "Tour de France [Remixed by François Kevorkian]" (editada) | R. Hütter / M. Schmitt | R. Hütter / F. Schneider / K. Bartos | 3:42    |  |
| 2.                                   | "Tour de France" (original editada, em alemão)             | R. Hütter              | R. Hütter / F. Schneider / K. Bartos | 3:10    |  |
| Duração total:                       | Duração total:                                             | Duração total:         | Duração total:                       | 6:52    |  |

| 12" (ALE) (EMI 1CK 062 2003776) (1984) |                                                                                          |                        |                                      |         |  |
| N.º                                    | Título                                                                                   | Letras                 | Música                               | Duração |  |
| 1.                                     | "Tour de France [Remix]" (remix de François Kevorkian, longa)                            | R. Hütter / M. Schmitt | R. Hütter / F. Schneider / K. Bartos | 6:47    |  |
| 2.                                     | "Tour de France [Version Allemande]" (na verdade, remix do Kraftwerk, longa, em francês) | R. Hütter / M. Schmitt | R. Hütter / F. Schneider / K. Bartos | 6:44    |  |
| 3.                                     | "Tour de France" (original, editada, em alemão)                                          | R. Hütter / M. Schmitt | R. Hütter / F. Schneider / K. Bartos | 3:10    |  |
| Duração total:                         | Duração total:                                                                           | Duração total:         | Duração total:                       | 13:41   |  |

| 7" (RU) (EMI 5413) (1984) - mesmo número de catálogo do anterior, mas versão diferente |                                                                 |                        |                                      |         |  |
| N.º                                                                                    | Título                                                          | Letras                 | Música                               | Duração |  |
| 1.                                                                                     | "Tour de France [Remix]" (remix de François Kevorkian, editada) | R. Hütter / M. Schmitt | R. Hütter / F. Schneider / K. Bartos | 3:50    |  |
| 2.                                                                                     | "Tour de France" (remix do Kraftwerk, editada, em francês)      | R. Hütter / M. Schmitt | R. Hütter / F. Schneider / K. Bartos | 3:50    |  |
| Duração total:                                                                         | Duração total:                                                  | Duração total:         | Duração total:                       | 7:40    |  |

| 12" (RU) (12-EMI 5413) (1984) - mesmo número de catálogo do anterior, mas versão diferente |                                                                    |                        |                                      |         |  |
| N.º                                                                                        | Título                                                             | Letras                 | Música                               | Duração |  |
| 1.                                                                                         | "Tour de France [Remix]" (remix de François Kevorkian, longa)      | R. Hütter / M. Schmitt | R. Hütter / F. Schneider / K. Bartos | 6:47    |  |
| 2.                                                                                         | "Tour de France [Version]" (remix do Kraftwerk, longa, em francês) | R. Hütter / M. Schmitt | R. Hütter / F. Schneider / K. Bartos | 6:44    |  |
| 3.                                                                                         | "Tour de France" (original, editada, em francês)                   | R. Hütter / M. Schmitt | R. Hütter / F. Schneider / K. Bartos | 3:00    |  |
| Duração total:                                                                             | Duração total:                                                     | Duração total:         | Duração total:                       | 13:31   |  |

| 7" (EUA) (WB 7-29342) (1984) |                                                                             |                        |                                      |         |  |
| N.º                          | Título                                                                      | Letras                 | Música                               | Duração |  |
| 1.                           | "Tour de France [French Version]" (remix do Kraftwerk, editada, em francês) | R. Hütter / M. Schmitt | R. Hütter / F. Schneider / K. Bartos | 3:50    |  |
| 2.                           | "Tour de France [Remix]" (remix de François Kevorkian, edição dos EUA)      | R. Hütter / M. Schmitt | R. Hütter / F. Schneider / K. Bartos | 3:50    |  |

| 12" (EUA) (WB 0-20146) (1984) |                                                                           |                        |                                      |         |  |
| N.º                           | Título                                                                    | Letras                 | Música                               | Duração |  |
| 1.                            | "Tour de France [French Version]" (remix do Kraftwerk, longa, em francês) | R. Hütter / M. Schmitt | R. Hütter / F. Schneider / K. Bartos | 6:45    |  |
| 2.                            | "Tour de France [Remix]" (remix de François Kevorkian, longa)             | R. Hütter / M. Schmitt | R. Hütter / F. Schneider / K. Bartos | 6:47    |  |

### Versão remasterizada
| CD (EMI 7243 8 87421 0 8) (1999) |                                                                                   |                        |                                      |         |  |
| N.º                              | Título                                                                            | Letras                 | Música                               | Duração |  |
| 1.                               | "Tour de France" (original, editada, em francês)                                  | R. Hütter / M. Schmitt | R. Hütter / F. Schneider / K. Bartos | 3:07    |  |
| 2.                               | "Tour de France [Kling Klang Analog Mix]" (remix do Kraftwerk, longa, em francês) | R. Hütter / M. Schmitt | R. Hütter / F. Schneider / K. Bartos | 6:44    |  |
| 3.                               | "Tour de France [Remix François K.]" (remix de François Kevorkian, longa)         | R. Hütter / M. Schmitt | R. Hütter / F. Schneider / K. Bartos | 6:45    |  |
| 4.                               | "Multi-Media-Track" (Vídeo de "Tour de France" - original, editada, em alemão)    | R. Hütter / M. Schmitt | R. Hütter / F. Schneider / K. Bartos | 3:06    |  |
| Duração total:                   | Duração total:                                                                    | Duração total:         | Duração total:                       | 19:43   |  |

| CD (EMI 7243 8 87421 2 2) (1999) |                                                                                   |                        |                                      |         |  |
| N.º                              | Título                                                                            | Letras                 | Música                               | Duração |  |
| 1.                               | "Tour de France" (original, editada, em francês)                                  | R. Hütter / M. Schmitt | R. Hütter / F. Schneider / K. Bartos | 3:07    |  |
| 2.                               | "Tour de France [Kling Klang Analog Mix]" (remix do Kraftwerk, longa, em francês) | R. Hütter / M. Schmitt | R. Hütter / F. Schneider / K. Bartos | 6:44    |  |
| 3.                               | "Tour de France [Remix François K.]" (remix de François Kevorkian, longa)         | R. Hütter / M. Schmitt | R. Hütter / F. Schneider / K. Bartos | 6:45    |  |
| Duração total:                   | Duração total:                                                                    | Duração total:         | Duração total:                       | 16:36   |  |

| 12" (ALE) (EMI 7243 8 87421 6 0) (1999) |                                                                                   |                        |                                      |         |  |
| N.º                                     | Título                                                                            | Letras                 | Música                               | Duração |  |
| 1.                                      | "Tour de France [Kling Klang Analog Mix]" (remix do Kraftwerk, longa, em francês) | R. Hütter / M. Schmitt | R. Hütter / F. Schneider / K. Bartos | 6:44    |  |
| 2.                                      | "Tour de France [Remix François K.]" (remix de François Kevorkian, longa)         | R. Hütter / M. Schmitt | R. Hütter / F. Schneider / K. Bartos | 6:45    |  |
| Duração total:                          | Duração total:                                                                    | Duração total:         | Duração total:                       | 13:29   |  |

## Tabelas musicais
Versão de 1983
| Parada musical                 | Posição |
| ------------------------------ | ------- |
| Irlanda (Irish Singles Chart)  | 20      |
| Reino Unido (UK Singles Chart) | 22      |
| Suécia (Sverigetopplistan)     | 6       |

Remix de 1984
| Parada musical                                           | Posição |
| -------------------------------------------------------- | ------- |
| Nova Zelândia (Recorded Music NZ)                        | 24      |
| Reino Unido (UK Singles Chart)                           | 24      |
| Estados Unidos (Billboard Dance Music/Club Play Singles) | 4       |

Relançamento de 1999
| Parada musical                  | Posição |
| ------------------------------- | ------- |
| Alemanha (Media Control Charts) | 47      |
| Reino Unido (UK Singles Chart)  | 61      |